# رأب الصمام التاجي
رأب الصمام التاجي هي تقنية جراحية لإصلاح تسرب الدم عبر الصمامات التاجية. تتشارك وريقتا الصمام التاجي بشكل طبيعي في إحكام إغلاق الصمام، ولكن قد يضطرب هذا الأمر بسبب عوامل مختلفة. يقتضي الإصلاح الجراحي زرع جهاز يحيط بالصمام التاجي يُسمى جهاز تقويم الحلقة. يعمل الجهاز على ضم الوريقات إلى بعضهما البعض مما يسهل عملية إغلاق الصمام واستعادة وظيفته الطبيعية.

## الضرورة
يعتبر قصور التاجي أشيع الاضطرابات التي تصيب الصمام. يُقدر عدد الأشخاص الذين يعانون من قصور الصمام التاجي في الولايات المتحدة الأمريكية اليوم ما يتجاوز 2.5 مليون شخص، ومن المتوقع أن يتضاعف هذا الرقم بحلول عام 2030. كل عام، يخضع 300000 شخص في جميع أنحاء العالم لعملية قلب مفتوح بهدف إصلاح الصمام التاجي، ومن هؤلاء يخضع 44000 شخص للعملية في الولايات المتحدة الأمريكية وحدها.

## أهميتها
تطورت عملية رأب حلقة الصمام التاجي منذ إنشائها من قبل البروفيسور آلان كاربنتيي قبل 40 عامًا، وتعتبر المعيار الذهبي المستخدم في علاج معظم اضطرابات الصمام التاجي اليوم.

## الأساس المنطقي
الهدف من رأب حلقة الصمام التاجي هو استعادة كفاءة الصمام التاجي من خلال استعادة الشكل والوظيفة الفيزيولوجية الطبيعية للصمام. في ظل الظروف الطبيعية، يخضع الصمام التاجي لتغييرات ديناميكية كبيرة في الشكل والحجم طوال الدورة القلبية. ترجع هذه التغييرات في المقام الأول إلى الحركة الديناميكية لحلقة الصمام التاجي المحيطة به، وهي بنية كولاجينية تربط الوريقات التاجية والأذينة اليسرى بفتحة البطين الأيسر وجذر الأبهر.
تمارس الحلقة طوال الدورة القلبية حركة عاصرة؛ بحيث تتضيق منطقة الفتحة أثناء الانقباض لتسهل انطباق الوريقتين وتتسع أثناء الانبساط لتسمح بامتلاء البطين الأيسر. تظهر هذه الحركة بتكوين واضح ثلاثي الأبعاد أثناء الانقباض لتعطي مظهر شكل السرج المميز. يُعتقد أن التغييرات التي تطرأ طوال الدورة أساسية لتحسين انطباق الوريقتين وتقليل الضغط على الأنسجة. يتمثل التحدي الذي يواجهه رأب الصمام التاجي في تحسين الشكل المضطرب والمشوه للصمام وإعادة البنية الفيزيولوجية له مع الحفاظ على الحركة الديناميكية الطبيعية لحلقته. يمكن لجراحي القلب اليوم الاختيار من بين مجموعة متنوعة من أجهزة رأب الحلقة، مثل: الأجهزة المرنة أو شبه الصلبة أو الصلبة والكاملة أو غير الكاملة والمستوية أو الشبيهة بالسرج والقابلة للتعديل أو غير القابلة للتعديل. تعمل جميع تلك الأجهزة على تحسين انطباق الوريقتين ودعم الحلقة الخلفية عند التوسع. مع ذلك، صُممت الأجهزة المرنة للحفاظ على المحيط ثلاثي الأبعاد للحلقة الأصلية وبعض حركاتها الديناميكية الطبيعية، بينما كان الهدف من الحلقات شبه الصلبة هو الحفاظ على انطباق وسلامة الصمام أثناء الانقباض مع السماح بحركة جيدة للدم أثناء الانبساط، أما الحلقات الصلبة فصُممت لتوفير دعم قوي للحلقة في حالة التوسع الكبير للصمام وفي حال تعرضه للضغط العالي.

## القياس
تأتي أجهزة رأب الحلقة عادةً بأحجام مختلفة بحيث يستطيع الجراح تقدير أبعاد الصمام التاجي للمريض وتحديد مقاس الحلقة المناسب له. يختلف اختيار الجراح اعتمادًا على مسببات المرض، فقد يختار حجم جهاز مساوي للأبعاد المحسوبة أو أكبر أو أصغر منها.

## تصنيف الجهاز والاعتبارات التنظيمية
تصنف إدارة الغذاء والدواء الأمريكية أجهزة تقويم الحلقة كأجهزة طبية من الدرجة الثانية.